# Municipio de Leonardo Bravo
El municipio de Leonardo Bravo es uno de los 85 municipios que conforman el estado mexicano de Guerrero. Se localiza en la región Centro de la entidad, su cabecera es la población de Chichihualco.

## Toponimia
Este municipio es nombrado en honor a Leonardo Bravo, destacado insurgente de la Independencia de México.

## Geografía

### Localización y extensión
El municipio de Leonardo Bravo se localiza en la zona centro del estado de Guerrero, en la región Centro, dentro de las coordenadas geográficas 17º33’ y 17º46’ de latitud norte y 99º34’ y 99º59’ de longitud oeste en relación con el meridiano de Greenwich. Posee una superficie territorial de 852 km² que con respecto al territorio total del estado, Leonardo Bravo ocupa representa un 1.3% de él. Sus límites territoriales son al norte con los municipios de Eduardo Neri y General Heliodoro Castillo, al sur con Chilpancingo, al este con los municipios de Eduardo Neri y también con Chilpancingo de los Bravo y al oeste con General Heliodoro Castillo.

## Demografía

### Evolución
Conforme a los resultados del XII Censo General de Población y Vivienda efectuado en 2000 por el Instituto Nacional de Estadística y Geografía (INEGI), el municipio de Leonardo Bravo tenía hasta ese año un total de 22.906 habitantes, de ellos, 11.274 eran hombres y 11,632 mujeres. La población total del municipio representó el 0.73% respecto al número total de habitantes en el estado de Guerrero.
Para el año 2005, el INEGI presentó los resultados del II Conteo de Población y Vivienda, donde el municipio contaba hasta entonces con un total de 22.982 habitantes, siendo 11.208 hombres y 11.774 mujeres.

### Localidades
En el censo de 2020 el municipio de Leonardo Bravo contaba con 37 localidades.
| Código INEGI      | Localidad         | Población (2020) |
| ----------------- | ----------------- | ---------------- |
| 120400001         | Chichihualco      | 12 483           |
| 120400019         | Yextla            | 3 262            |
| 120400018         | Tierra Colorada   | 1 140            |
| 120400002         | Atlixtac          | 1 078            |
| 120400004         | Carrizal de Bravo | 1 003            |
| Otras localidades | Otras localidades | 7 391            |
| Total municipal   | Total municipal   | 26 357           |